# Teatro Livraria da Vila
Teatro Livraria da Vila é um teatro localizado na Livraria da Vila, no Shopping JK Iguatemi, cidade de São Paulo.

## Crítica
Em 28 de setembro de 2014, foi publicado na Folha de S.Paulo o resultado da avaliação feita pela equipe do jornal ao visitar os sessenta maiores teatros da cidade de São Paulo. O local foi premiado com três estrelas, uma nota "regular", com o consenso: "Inversamente proporcional à gigante livraria, o pequeno teatro tem as poltronas bem posicionadas, sem pontos cegos, mas com corredores estreitos. Os extintores não são bem localizados, e o número de banheiros é insuficiente. O local é ideal para peças com poucos cenários e personagens, e a proximidade da plateia deixa as apresentações mais intimistas."